# Monotype de Chatou
Le Monotype de Chatou est la première classe de voilier dériveur monotype de grande diffusion ayant été construite en France. Ce type a été dessiné en 1901 par François Texier, d'après le Lark américain, pour le cercle nautique de Chatou. 

## Historique
En 1901, à l'occasion de la création du cercle nautique de Chatou, devenu YCIF (Yacht Club de l'Île-de-France), François Texier dessine ce dériveur pour ses amis désireux de promouvoir la monotypie. Il s'inspire du monotype de Dinard de 1899, lui-même copié sur le Lark, dériveur américain, plan de Charles G. Davis de New-York, présenté dans la revue nautique Rudder en 1898, lui-même inspiré du Sorceress, plan anglais de Linton Hope de 1894.
Avant d'être choisis comme voiliers d'une série monotype par le cercle nautique de Chatou, des dériveurs similaires se sont fait remarquer lors des régates données à l'occasion de l'Exposition universelle de 1900 dans la catégorie des voiliers de 0 à 0,5 tonneau de la jauge Godinet alors en cours. En 1899, François Texier construit pour M. Marcou un Immuable, puis Souriceau et Sarcelle pour les frères Henri et Maurice Monnot et en construit un pour lui-même.

## Description
Le Lark fait 4,85 m de long pour 1,83 m de large, pèse 400 kg et porte 17,5 m2 de voile. Le monotype de Chatou, fait 5,05 m pour 300 kg et 16 m2. Gréé d'une seule grand-voile houari, il est cependant assez laid, surtout si on le compare aux voiliers de l'époque, et est qualifié de « fer à repasser ».
Les canotiers et les « voileux » de l'époque (parmi lesquels le peintre-mécène Gustave Caillebotte), qui se surnomment parfois les « Chatouillards », font preuve d'un solide sens de l'humour: Ce voilier à la coque toute plate est facétieusement dénommé « punaise de Chatou » par ses détracteurs comme par ses promoteurs, dont le « pape » de la voile de l'époque, régatier et chroniqueur du yachting Georges-Paul Thierry.

## La diffusion du voilier
À la fin des années 1940, 110 unités ont été construites.
Son petit prix, 500 F, y est pour beaucoup, le monotype de Chatou coûtant trois fois moins cher, à l'époque, qu'un 30 m2 CVP construit quinze ans avant.

## Classement aux monuments historiques
Le monotype de Chatou Porc-Épic, construit en 1909 par le chantier de Conninck, à Maisons-Laffitte pour Georges P. Thierry, et conservé au Yacht Club de l'Île-de-France, aux Mureaux, est classé monument historique, au patrimoine fluvial, depuis le 12 septembre 2002.  